# Гранот, Авраам
Авраам Гранот (ивр. אברהם גרנות‎, при рождении Аврум Мойшевич (Абрам Моисеевич) Грановский; 19 июня 1890, Флорешты, Сорокский уезд, Бессарабская губерния — 5 июля 1962, Иерусалим, Израиль) — израильский экономист и общественный деятель, многолетний глава Еврейского национального фонда (1942—1961), ведущий теоретик еврейской сельскохозяйственной колонизации Палестины, автор современной аграрной политики Израиля.

## Биография
Абрам Моисеевич Грановский родился в бессарабском местечке Флорешты (теперь райцентр Флорештского района Молдовы), в семье Моисея Соломоновича (Мойше Шлоймовича) Грановского (1865—1927), уроженца Умани, и Ханы Берковны Грановской (?—1949). В 1907 году перебрался с семьёй в Страну Израиля, в те времена находящуюся под властью Османской империи. Учился в гимназии «Герцлия» в Тель-Авиве. С 1911 года продолжил образование в Европе, учился на отделении юриспруденции университетов Фрибура и Лозанны, в 1917 году получил степень доктора юриспруденции.
В 1919 году был утверждён секретарём Еврейского национального фонда (ЕНФ) в Гааге, с 1922 года — управляющий фондом в Иерусалиме (с 1945 года пост преобразован в председателя совета директоров, с 1960 года — в президента ЕНФ)
План Гранота по объединению земель Еврейского национального фонда и Государства Израиль послужил основой для разработки законодательства о земельных владениях и управлении ими, принятых Кнессетом в 1960 году.
В 1948 году стал соучредителем и председателем либеральной Прогрессивной партии (мифлага прогресивит), 14 мая 1948 года был в числе первых 25 членов Народного совета, подписавших Декларацию независимости Израиля, в 1949 году был избран в Кнессет 1-го созыва (назначен председателем финансового комитета), а в 1951 году — в Кнессет 2-го созыва, но вскоре подал в отставку.
В работах «Система землепользования в Земле Израиля» (1952) и «Аграрная реформа и характеристика Израиля» (1956) сформулировал основные принципы современной аграрной политики страны. Автор ряда теоретических работ (в том числе монографий) по экономическим и правовым аспектам сельскохозяйственной колонизации и политики в Палестине (затем в Израиле) на английском языке и иврите. Преподавал в Еврейском университете в Иерусалиме.
Имя Гранота носит район (Неве Гранот) и улица в Иерусалиме, а также израильский фонд в области экономических наук.

## Семья
- Жена — Мирьям (Мария Хаимовна) Чернович.
  - Дети — Яков Гранот (1921—2008) и Наоми Гранот.

## Публикации
Часть книг на английском языке издана под фамилией Грановский (Abraham Granovsky), другая часть — под фамилией Гранот (Granott).
- Land Problems In Palestine. G. Routledge & Sons: Лондон, 1926.
- Probleme der Bodenpolitik in Palästina. Берлин, 1927.
- Land taxation in Palestine. Mischar ve-Taasia Publishing Co.: Иерусалим, 1927.
- Land And The Jewish Reconstruction In Palestine. Mischar ve-Taasia Publishing: Иерусалим, 1931.
- Land Settlement And Development In Palestine. Palestine And Near East Economic Magazine, Vol. 6, № 2-3, 25-62, 1931.
- Land settlement and development in Palestine: Some critical comments on the Report of Sir John Hope Simpson. Mischar ve-Taasia: Иерусалим, 1931.
- Bodenbesteuerung in Palästina. Берлин, 1932.
- The vale of Zebulun: How the Jewish National Fund is opening up a new region in Northern Palestine. Keren Kayemeth Leisrael (Jewish National Fund): Иерусалим, 1933.
- The fiscal system of Palestine. Palestine and Near East Publications (Mishar ve-Taasia Publishing Co.): Иерусалим, 1935.
- The Land Issue in Palestine. Palestine Keren Kayemeth Leisrael: Иерусалим, 1936.
- Mediniyut karkait Ivrit be-Erets-Yisrael. R. Mas: Иерусалим, 1938.
- Land Policy in Palestine. Bloch Publishing Company: Нью-Йорк, 1940.
- The land problem and the future. The Head Office of the Jewish National Fund: Иерусалим, 1945.
- Reports and reality. Palestine and Middle East: Иерусалим, 1945.
- The land problem in the light of post-war needs Jewish National Fund: Иерусалим, 1945.
- Land for the Jewish State Jewish National Fund: Иерусалим, 1948.
- Securing land for Israel Jewish National Fund: Иерусалим, 1949.
- Our movement and our state Jewish National Fund: Иерусалим, 1950.
- BeSade Ha’Binyan. Иерусалим, 1951.
- The Land System in Palestine — History and Structure, Лондон, 1952.
- Netivot ve-Miflasim. Иерусалим, 1952.
- Towards the second jubilee. Jewish National Fund: Иерусалим, 1952.
- Agrarian reform and the record of Israel. Eyre & Spottiswoode: Лондон, 1956.
- Dor Tekumah. Иерусалим, 1963.